# Раймонд VI де Бо
Раймонд VI де Бо (фр. Raymond VI des Baux, ум. 1331/1332) — сеньор де Куртезон и принц-соправитель Оранский с 1305.
Сын Бертрана III де Бо, сеньора де Куртезон, принца-соправителя Оранского, и Стефанетты де Бо.
Раймонд VI был последним из линии де Бо де Куртезон, кто носил титул принца-соправителя Оранского, ставший чисто номинальным. В 1305 он предстал перед судом сенешаля Прованса Рикарда де Гамбатезы по обвинению в убийстве некоего Гильома Раймонда из Авиньона. В 1309 был сенешалем графства Пьемонт и король Карл II поручил ему организовать принесение своему сыну Роберту Анжуйскому оммажа и клятвы верности от всех маркизов, графов, баронов и городов Пьемонта. В 1324 Роберт Неаполитанский собрал в Калабрии баронов и рыцарей королевства для войны с Федериго II Арагонским на Сицилии; Раймонд де Куртезон был в их числе и должен был снарядить 15 рыцарей.

## Семья
1-й брак (1300): Сибилла д’Андюз
Дети:
- Бертран VI де Бо
- Изоарда. Муж: Гуго де Бо де Берр

2-й брак (1328): Констанция де Монтолье